# Mercyful Fate (EP)
Mercyful Fate, spesso conosciuto come Nuns Have No Fun, è la prima pubblicazione ufficiale dell'omonimo gruppo musicale danese.
Si tratta di un EP composto da 4 tracce e pubblicato nel settembre del 1982 in vinile con tiratura limitata di 200 copie.

L'album è stato interamente incluso nella raccolta The Beginning del 1987.

## Tracce
Lato A
1. A Corpse Without Soul – 6:53
2. Nuns Have No Fun – 4:17

Lato B
1. Doomed by the Living Dead – 5:06
2. Devil Eyes – 5:48

## Formazione
- King Diamond - voce
- Hank Shermann - chitarra
- Michael Denner - chitarra
- Timi Grabber Hansen - basso
- Kim Ruzz - batteria